# Вендт, Джордж
Джордж Роберт Вендт (Уэндт) (англ. George Robert Wendt; 17 октября 1948, Чикаго, Иллинойс, США — 20 мая 2025, Студио-Сити, Калифорния) — американский актёр и комик. Наиболее известен по роли Норма Питерсона в телевизионном сериале «Весёлая компания». Он также играл в фильмах «Флетч», «Энтузиаст», «Бегство от сна», «Дом», «Вечно молодой», «Заложник на день» и «Кто в доме хозяин».

## Биография
Вендт родился в районе Чикаго под названием Беверли в семье риэлтора Лоретты Мэри Вендт (урождённая Ховард) и офицера военно-морского флота, риэлтора Джорджа Роберта Вендта. Дедушка Джорджа по материнской линии — известный американский фотограф Том Ховард (1894—1961).
Вендт получил степени бакалавра экономики в университете Рокхёрста в Канзас-Сити.

## Личная жизнь
Джордж Вендт — дядя американского актёра и комика Джейсона Судейкиса.
Вендт был женат на актрисе Бернадетт Биркетт, у них было трое детей.
Актёр умер во сне в своём доме в Лос-Анджелесе 20 мая 2025 года.

## Избранная фильмография
| Год       |    | Русское название          | Оригинальное название | Роль            |
| --------- | -- | ------------------------- | --------------------- | --------------- |
| 1980      | ф  | Мой телохранитель         | My Bodyguard          | инженер         |
| 1981      | с  | Такси                     | Taxi                  | Уничтожитель    |
| 1982      | с  | МЭШ                       | M*A*S*H               | рядовой Ла Роше |
| 1984      | ф  | Бегство от сна            | Dreamscape            | Чарли Принс     |
| 1984      | ф  | Только большое чувство    | No Small Affair       | Джейк           |
| 1985      | ф  | Флетч                     | Fletch                | «Толстяк» Сэм   |
| 1986      | ф  | Дом                       | House                 | Харольд Гортон  |
| 1982—1993 | с  | Весёлая компания          | Cheers                | Норм Питерсон   |
| 1991      | ф  | Виновен по подозрению     | Guilty by Suspicion   | Банни Бакстер   |
| 1992      | ф  | Вечно молодой             | Forever Young         | Гарри Финли     |
| 1994      | тф | Заложник на день          | Hostage for a Day     | Уоррэн Куи      |
| 1995      | ф  | Кто в доме хозяин         | A Man Of The House    | Чет Бронски     |
| 1996      | ф  | Космические дальнобойщики | Space Truckers        | Келлер          |
| 2000      | ф  | Мошенники                 | The Prime Gig         | Арчи            |
| 2003      | ф  | Король муравьёв           | King of the Ants      | Дюк Уэйн        |
| 2006      | с  | Мастера ужасов            | Masters of Horror     | Харольд Томпсон |
| 2015      | с  | Парикмахерская            | Clipped               | Баззи           |
| 2017      | ф  | Сэнди Уэкслер             | Sandy Wexler          | камео           |
| 2019      | с  | Голдберги                 | The Goldbergs         | Нед Франк       |